# Arcturus (band)
Arcturus er et norsk avant-garde metal-band dannet i 1987.
Igennem hele deres karriere har Arcturus eksperimenteret med elementer fra mange forskellige musikgenrer, deriblandt black metal og klassisk musik.
16. april 2007 offentliggjorde bandet at de opløstes og udsendte en officiel pressemeddelelse 17. april. I 2011 blev bandet genforenet og udgav d. 8. maj 2015 deres første album i næsten ti år: 'Arcturian'.

## Diskografi

### Studiealbum
- 1996: Aspera Hiems Symfonia – Ancient Lore/Misanthropy/Century Black
- 1997: La Masquerade Infernale – Misanthropy/Music For Nations
- 2002: The Sham Mirrors – Ad Astra Enterprises/The End Records
- 2005: Sideshow Symphonies – Season of Mist
- 2015: Arcturian - Prophecy Productions

### Ep'er
- 1991: My Angel – Putrefaction Records
- 1994: Constellation MCD/MLP – Nocturnal Art
- 1997: Constellation LP – Nocturnal Art

### Opsamlingsalbum
- 1999: Disguised Masters – Jester Records
- 2002: Aspera Hiems Symfonia/Constellation/My Angel genudgivelse – Candlelight Records

### Demoer
- 1990: Promo 90 (demo) – Selvudgivet

### Diverse
- 1999: Reconstellation (bootleg)
- 2006: Shipwrecked In Oslo (dvd)